# فنتی
فنتی (انگلیسی: Fenty) شرکت کالای لوکس فرانسوی است، که در سال ۲۰۱۷ توسط ریانا تأسیس شد و هم‌اکنون زیرمحموعه‌ای از شرکت ال و ام هاش می‌باشد.